# Leo Carrillo

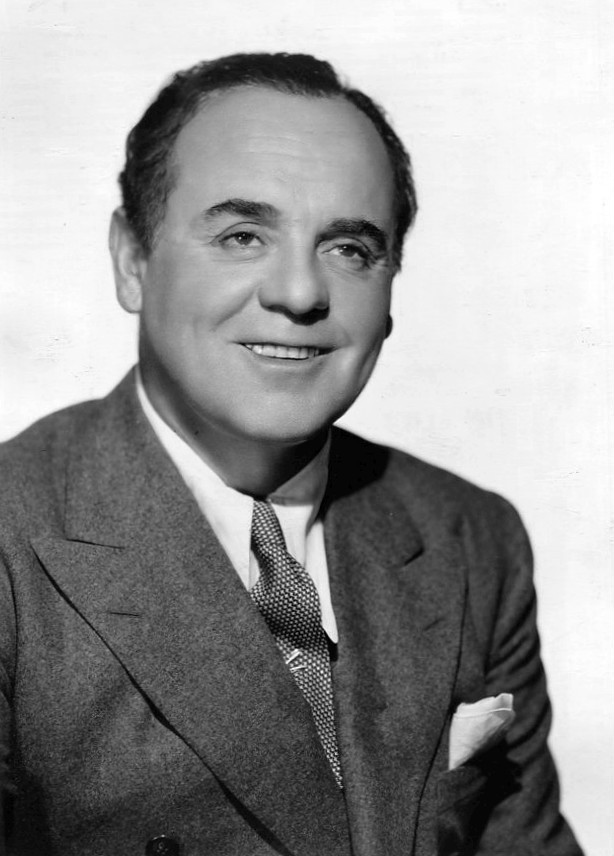
Leo Carrillo, 1934.

Leo Carrillo, född 6 augusti 1881 i Los Angeles, Kalifornien, död 10 september 1961 i Santa Monica, Kalifornien, var en amerikansk skådespelare, tecknare och naturvårdare. Carrillo blev mest känd i USA som Pancho i TV-serien The Cisco Kid på 1950-talet, men han hade även innan dess medverkat i ett stort antal filmer.
Carrillo har tilldelats två stjärnor på Hollywood Walk of Fame, en för film och en för television.

## Filmografi, urval
- 1934 – En Manhattan-melodram
- 1935 – Vägen till hans hjärta
- 1937 – Som en tjuv om natten
- 1938 – Mitt i elden
- 1939 – Det falska beviset
- 1940 – En natt i tropikerna
- 1947 – Rätten att leva